# Walter McCreery
Walter Adolph McCreery (13. august 1871 i Zürich – 8. november 1922) var en amerikansk polospiller som deltog i OL 1900 i Paris.
McCreery vandt en sølvmedalje i polo under OL 1900 i Paris. Han var med på holdet BLO Polo Club Rugby som kom på en andenplads i poloturneringen. Holdet bestod af spillere fra både Storbritannien og USA. De andre på holdet var Walter Buckmaster, Frederick Freake og Jean de Madre fra Storbritannien.